# 5484 Inoda
5484 Inoda (1990 VH1) là một tiểu hành tinh vành đai chính được phát hiện ngày 7 tháng 11 năm 1990 bởi Urata, T. ở Oohira.